# موزه مومیایی
موزه مومیایی (به انگلیسی: Waxwork) یک فیلم کمدی ترسناک آمریکایی محصول سال ۱۹۸۸ به نویسندگی و کارگردانی آنتونی هیکاکس در اولین فیلم کارگردانی خود با بازی زاک گالیگان، دبورا فورمن، میشل جانسون، دیوید وارنر، دینا اشبروک و پاتریک مکنی است. این فیلم تا حدی از فیلم صامت آلمانی موزه مومیایی‌ها محصول سال ۱۹۲۴ الهام گرفته شده‌است. قسمت دوم این فیلم در سال ۱۹۹۲ منتشر شد.
در گردآورنده نقد فیلم راتن تومیتوز دارای تاییدیه ۶۰٪ بر اساس ۱۰ بررسی با میانگین امتیاز ۴٫۶ از ۱۰ گزارش می‌کند.